# Ricardo Quiñónez
Ricardo Quiñónez Rodríguez (Asunción, Paraguay, 28 de mayo de 1928 - 28 de septiembre de 2012) fue un futbolista paraguayo que se desempeñaba como delantero.

## Trayectoria
Quiñónez nació en Barrio Obrero, Asunción, el 28 de mayo de 1928, se inició en Cerro Porteño, club de su ciudad natal.
Su buen rendimiento hizo que la selección paraguaya lo convocase para los amistosos que afrontarían en el año 1950, donde la selección albirroja jugó ante la selección argentina y donde Quiñónez anotaría un gol.
Luego de disputar ese partido, se fue de inmediato a Argentina a formar parte del Club Atlético Huracán a pedido de los dirigentes que habían estado presente en tal encuentro y que habían visto su actuación.
A mediados de 1952 llamaría la atención de San Lorenzo de Almagro para ir a jugar al fútbol porteño donde participó hasta 1953 disputando 14 partidos y convirtiendo 3 goles.
En marzo de 1956 volvería a Paraguay, donde el conjunto de Olimpia le haría una oferta que no pudo rechazar, pues él estaba planeando regresar a Cerro Porteño; este hecho es considerado una de las primeras grandes traiciones del futbol guaraní.
En 1957 después de su paso por el Decano, emigra nuevamente, esta vez a Perú. Este equipo fue el Centro Iqueño, otro conjunto que llevaba los colores blanco y negro en su uniforme. Allí se consagró campeón nacional junto a su otro compatriota, Carlos Arce, y desde 1959 se había ganado el puesto de capitán.
En 1960, junto a su compatriota Adolfo Riquelme, pasa a las filas del Club Alianza Lima, pues sus actuaciones en el medio local no pasaron desapercibidas hasta ese momento. Sin embargo, solo anotó 2 goles con la camiseta blanquiazul, precisamente a su ex-equipo, Centro Iqueño y a Mariscal Castilla.
En 1962 firmaría un contrato para jugar en América de Cali, estuvo en ese club hasta 1964, antes de regresar a jugar nuevamente en Perú, donde se retiraría y posteriormente se embarcaría en el país incaico un par de décadas. De vuelta a Paraguay fue agente de seguros de la empresa Alianza, donde se jubiló.

## Selección nacional
Fue internacional con la selección de fútbol de Paraguay en dos ocasiones, ambos en 1950.

## Clubes
| Club              | País      | Año         |
| ----------------- | --------- | ----------- |
| Cerro Porteño     | Paraguay  | 1948 - 1950 |
| Huracán           | Argentina | 1950 - 1952 |
| San Lorenzo       | Argentina | 1952 - 1953 |
| Internacional     | Brasil    | 1954 - 1955 |
| Olimpia           | Paraguay  | 1956        |
| Centro Iqueño     | Perú      | 1957 - 1959 |
| Alianza Lima      | Perú      | 1960        |
| Centro Iqueño     | Perú      | 1961        |
| América de Cali   | Colombia  | 1962 - 1964 |
| Centro Iqueño     | Perú      | 1965        |
| Mariscal Castilla | Perú      | 1966        |

## Palmarés

### Campeonatos nacionales
| Título           | Club          | País     | Año  |
| ---------------- | ------------- | -------- | ---- |
| Primera División | Cerro Porteño | Paraguay | 1950 |
| Primera División | Centro Iqueño | Perú     | 1957 |